# Кровь и железо
«Кровь и Железо» (англ. The Blade Itself) — роман в жанре фэнтези английского писателя Джо Аберкромби, написан в 2006 году. Это первая книга в трилогии Первый Закон и первая вообще у этого автора. Впоследствии Аберкромби закончил трилогию и написал еще три романа, где действие происходит в том же мире. Роман «Кровь и Железо» номинировался в 2008 году на премию Джона В. Кэмпбелла.

## Герои книги
Повествование ведётся от третьего лица, с точки зрения одного из шести героев. Большинство глав посвящены одному из них, но если два и более собираются вместе, то глава может быть разделена на соответствующее число частей. Эти герои:
- Логен Девятипалый по прозвищу Девять Смертей (англ. Logen Ninefingers) — опытный воин с севера, прибывший в столицу Союза в середине книги. Один из главных персонажей, разговаривает с духами.
- Занд дан Глокта (англ. Sand dan Glokta) — некогда подававший большие надежды полковник Союза, который после продолжительных пыток в гуркском плену стал калекой, после чего поступил на службу в Инквизицию.
- Капитан Джезаль дан Луфар (англ. Jezal dan Luthar) — молодой самовлюблённый аристократ, талантливый фехтовальщик. Военный Союза, капитан королевской гвардии.
- Ферро Малджин (англ. Ferro Maljinn) — беглая рабыня с юга, жаждущая отомстить своим бывшим хозяевам.
- Ищейка (англ. Dogman) — воин с севера, друг Логена; они считают друг друга мёртвыми. Остаётся на севере.
- Майор Коллем Вест (англ. Collem West) — военный Союза, друг Джезаля. Несмотря на низкое происхождение, добился высокого поста за счет успеха на турнирах и войнах.

## Остальные герои
- Байяз — Первый из магов. Глава ордена магов, члены которого ведут свою деятельность в землях Земного Круга. Разыскал Ферро Малджин и Логена Девятипалого, дабы они, как Ферро Малджин носительница демонической крови и Логен Девятипалый проводник духов, смогли помочь ему получить «Семя» — величайшее оружие всех времен.
- Бетод — король Севера, бывший клановый вождь, подчинивший себе почти все кланы севера и назвавший себя королём. Вторгается в Инглию — северную провинцию Союза. Помимо северян, привлек к войне «Шанка» — плоскоголовых, некогда злейших врагов северян.
- Принц Скейл — наследник Бетода, огромный, сильный и злой дурак.
- Принц Кальдер — второй сын Бетода, коварный и хитрый человек.
- Юлвей — член ордена магов. Спасает Ферро Малджин от гурков и привозит её в Адую.
- Рудда Тридуба, Тул Дуру, Чёрный Доу, Хардинг Молчун, Форли Слабейший — северяне, бывшие соратники Логена Девятипалого. Ведут войну на севере против Бетода.
- Архилектор Сульт — глава инквизиции Союза и начальник Глокты, член Закрытого Совета при короле.
- Гуслав Пятый — ныне недееспособный Король Союза.
- Принц Ладислав — наследник престола, хлыщ, окруженный льстецами и дураками.
- Принц Рейнольт — младший сын короля, всеми признаваемый лучшим выбором на роль наследника престола, чем его брат.
- Лорд-маршал Варуз — лорд-маршал, член Закрытого Совета Союза, обучающий капитана дан Луфара фехтованию.
- Лорд-камергер Фортис дан Хофф — вспыльчивый и своеобразный лорд-камергер, член Закрытого Совета.
- Верховный Судья Моровия — верховный судья Союза, главный соперник Сульта.
- Арди Вест — сестра майора Коллема Веста, недавно приехавшая к нему из Инглии.
- Малахус Ки — молодой ученик Байяза, житель Старой Империи.
- Лейтенант Каспа — подчиненный Джезаля, один из самых богатых наследников Союза.
- Лейтенант Челенгорм — сильный и отважный, но не очень умный подчиненный Джезаля.
- Брат Длинноногий — член ордена навигаторов, помогающий Логену и Байязу в путешествии. Болтлив и плох в драке.

## Сюжет
Действие происходит в столице Союза, на севере и юге Земного Круга. Союз — государство, объединившее под своей властью Срединные земли, а также города Дагоску и Вестпорт, и свободные земли Старикланда и северную провинцию Инглию. Её столица Адуя находится в центре мира.
На Севере некогда разделенные непрекращающейся войной кланы нынче объединены под властью Бетода, провозгласившего себя королём Севера, и планирующего вторгнуться в Инглию. Его близкий друг, а нынче злейший враг Логен Девятипалый по прозвищу Девять Смертей после нападения зловещих тварей шанка отбивается от отряда и встречается с Первым из древнего ордена Магов Байзом, когда-то основавшим Союз. Байязу зачем-то нужен Логен, и он забирает его в Адую.
Тем временем в Союзе идет борьба между крестьянами и дворянами, Торговыми Гильдиями и Инквизицией, своеобразной полицией Союза. Глава Инквизии архилектор Сульт с помощью своего подручного инквизитора Глокты добивается роспуска влиятельной Гильдии Торговцев Шелком. При погроме в здании Гильдии Глокта узнает, что Гильдию поддерживала некая странная торговая корпорация банк «Валинт и Балк». Инквизитор находит удивительным то, что никто никогда вживую не встречал ни Валинта, ни Балка.
Молодой горделивый дворянин Джезаль дан Луфар готовится к ежегодному Турниру фехтовальщиков. Он не очень хочет заниматься военной службой, а потому плохо тренируется. Лишь после вмешательства Глокты его наставнику лорду-маршалу Варузу удается убедить Джезаля заниматься активнее. Байяз с помощью магии помогает Джезалю одержать верх над финальным соперником в турнире, и в честь победителя в городе закатывают пир.
Вскоре прибывают послы Бетода. В ходе тяжелых переговоров становится понятно, что мира между Союзом и Севером не будет. А вскоре пребывает Байяз вместе с учеником и Логеном. Архилектор Сульт, не доверяющий Байязу, приказывает Глокте найти доказательства того, что прибывший человек не Байяз. В результате все кончается позором для архилектора. Но Глокта вынужденно попадает в таинственное строение — Дом Делателя, где тот становится свидетелем истинной магии.
Друг капитана Луфара, майор Коллем Вест встречает приехавшую из Инлии свою сестру Арди и знакомит её с Джезалем. Вскоре между ними завязывается любовная интрига. Узнавший об этом Коллем избивает сестру, но извиниться не успевает — он командирован в штаб лорда-маршала Берра, отправляющегося на войну в Инглию. Сам Луфар тоже отправляется туда, но не в штабе маршала.
На Севере у Бетода почти нет врагов, разве что небольшой народ горцев и отряд, который раньше возглавлял Логен. В нем смелые северяне — Рудда Тридуба, Тул Дуру Грозовая Туча, Черный Доу, Хардинг Молчун, Форли Слабейший и Ищейка. Они не намерены преклоняться перед королём Севера.
Тем временем на крайнем Юге, в зловещей империи Гуркхула сбежавшая рабыня императора Уфмана-уль-Дошта Ферро Малджин из-за жажды мести жестоко убивает гурков. По случайности она встречается с магом Юлвеем, и тот отвозит её к Байязу. Тот обещает ей месть и убийство императора в обмен на помощь в его путешествии. В конце книги на Ферро и Логена нападают приспешники Инквизиции, но северянин и южанка от них отбиваются.
Все герои разделяются. Капитан Луфар снят с корабля в Инглию и по специальному поручению отправлен с Байязом в загадочное путешествие на край мира. С ним едут также Логен, Ферро, его ученик Малахус Ки, и представитель ордена навигаторов брат Длинноногий. Майора Веста направляют в Инглию, в штаб лорда-маршала Берра, где только начинается война с Севером. Глокта, в качестве наставника Инквизиции, отправлен в Дагоску, последний оплот Союза на Южном Континенте, которому угрожает осада гурками. Там ему необходимо как можно дольше сдерживать наступление противника, раскрыть тайну загадочного исчезновения предыдущего наставника Дагоски Давуста, а также вычислить предателя, вознамерившегося сдать город гуркам, который, по мнению исчезнувшего Давуста, находился в Правящем Совете Дагоски.

## Критика
Сиобхан Кэрролл в онлайн-журнале Strange Horizons высоко оценила проработку персонажей в романе: по ее мнению, Аберкромби наделяет положительных персонажей таким количеством недостатков, чтобы они выглядели реалистично, а отрицательных — таким количеством достоинств, чтобы им можно было сопереживать. Кэрролл отмечает, что Аберкромби разрушает традиционные эпические штампы, но не уходит в сатиру или пародию. Критик считает, что роман похож на «Песнь льда и пламени» Джорджа Мартина, так как важное место в обоих занимают политические интриги. В то же время герои Аберкромби играют гораздо менее заметную роль в своем мире.
Джон Кортней Гримвуд в The Guardian относит роман к традиции, заложенной Джином Вулфом: в ней сюжет произведения вращается вокруг злодея и палача.
Джон Кэйн, анализируя в Forbes всю трилогию Аберкромби, называет «Кровь и железо» слабейшей ее частью, служащей лишь для знакомства читателя с миром и персонажами.